# دان فيش
دان فيش (بالإنجليزية: Dan Fish)‏ هو لاعب اتحاد الرغبي بريطاني، ولد في 19 ديسمبر 1990 في South Glamorgan ‏ في المملكة المتحدة.

## وصلات خارجية
- دان فيش على موقع سلسلة سباعيات الرغبي العالمية - رجال (الإنجليزية)